# Daredevil - Il corriere della morte
Daredevil - Il corriere della morte (The Daredevil) è un film del 1973 diretto da Robert W. Stringer.
È un film d'azione a sfondo poliziesco statunitense con George Montgomery, Terry Moore e Gay Perkins. È stato l'ultimo film interpretato da George Montgomery.

## Produzione
Il film, diretto e sceneggiato da Robert W. Stringer, fu prodotto da Marvin H. Green per la Trans World Film e la Visualscope Theatrical Productions e girato da febbraio a fine marzo 1972 a Tampa, in Florida.

## Colonna sonora
- One Night Stand - scritta da B. Flast & Gordon Solie
- Daredevil - scritta da Robert W. Stringer
- O' Love - scritta da Robert W. Stringer

## Distribuzione
Il film fu distribuito con il titolo The Daredevil negli Stati Uniti dal 4 aprile 1973 (première a Los Angeles) al cinema dalla Trans-International Films.
Altre distribuzioni:
- in Danimarca il 21 febbraio 1977 (Racerbanens vovehalse)
- in Italia (Daredevil - Il corriere della morte)
- in Germania Ovest (Highway Inferno)

## Promozione
Le tagline sono:
- Fasten Your Seatbelts...It All Happens Fast and Furious!
- fasten your seatbelt...FOR THE GREATEST CHASE PICTURE!
- THE GREATEST OF CHASE PICTURES!